# Celulaza
Celuloza (EC 3.2.1.4, endo-1,4-beta-D-glukanaza, beta-1,4-glukanaza, beta-1,4-endoglukanska hidrolaza, celulaza A, celulozin AP, endoglukanaza D, alkalna celulaza, celulaza A 3, celudekstrinaza, 9.5 celulaza, avicelaza, pancelaza SS, 1,4-(1,3, 1,4)-beta-D-glukan 4-glukanohidrolaza) je enzim sa sistematskim imenom 4-beta-D-glukan 4-glukanohidrolaza. Ovaj enzim katalizuje sledeću hemijsku reakciju
Endohidroliza (1->4)-beta-D-glukozidinih veza celuloze, lihenina i beta-D-glukana
Ovaj enzim hidrolizuje i 1,4-veze beta-D-glukana koji takođe sadrže 1,3-veze.

## Spoljašnje veze
- Cellulase на 